# Campeonato de Primera División 1923 de la AAmF (Argentina)
El Campeonato de Primera División de 1923 de la disidente Asociación Amateurs de Football fue el cuadragésimo torneo de la Primera División del fútbol argentino. 
Se jugó en una rueda de todos contra todos. Comenzó el 22 de julio de 1923 y terminó el 20 de enero de 1924. 
Vio campeón por primera vez al Club Atlético San Lorenzo de Almagro. 

## Ascensos y descensos
| Pos | Equipo ascendido  |
| --- | ----------------- |
| 1.º | Argentino del Sud |

| Pos  | Equipo descendido en la temporada 1922 |
| ---- | -------------------------------------- |
| 20.º | Palermo                                |

## Tabla de posiciones final
| Pos  | Equipo                  | Pts | PJ | G  | E | P  | GF | GC | Dif |
| ---- | ----------------------- | --- | -- | -- | - | -- | -- | -- | --- |
| 1.º  | San Lorenzo             | 35  | 20 | 17 | 1 | 2  | 34 | 13 | 21  |
| 2.º  | Independiente           | 32  | 20 | 15 | 2 | 3  | 40 | 8  | 32  |
| 3.º  | River Plate             | 31  | 20 | 14 | 3 | 3  | 29 | 12 | 17  |
| 4.º  | Racing Club             | 29  | 20 | 14 | 1 | 5  | 46 | 16 | 30  |
| 5.º  | Barracas Central        | 28  | 20 | 12 | 4 | 4  | 24 | 13 | 11  |
| 6.º  | Gimnasia y Esgrima (LP) | 24  | 20 | 11 | 2 | 7  | 23 | 14 | 9   |
| 7.º  | Sportivo Almagro        | 20  | 20 | 6  | 8 | 6  | 20 | 19 | 1   |
| 8.º  | San Isidro              | 19  | 20 | 7  | 5 | 8  | 27 | 24 | -3  |
| 9.º  | Vélez Sarsfield         | 19  | 20 | 8  | 3 | 9  | 20 | 25 | -5  |
| 10.º | Sportivo Buenos Aires   | 19  | 20 | 8  | 3 | 9  | 20 | 29 | -9  |
| 11.º | Argentino del Sud       | 19  | 20 | 7  | 5 | 8  | 13 | 19 | -6  |
| 12.º | Tigre                   | 18  | 20 | 7  | 4 | 9  | 20 | 25 | -5  |
| 13.º | Platense                | 17  | 20 | 6  | 5 | 9  | 20 | 25 | -5  |
| 14.º | Quilmes                 | 16  | 20 | 7  | 2 | 11 | 28 | 33 | -5  |
| 15.º | Atlanta                 | 16  | 20 | 6  | 4 | 10 | 19 | 29 | -10 |
| 16.º | Banfield                | 16  | 20 | 5  | 6 | 9  | 14 | 24 | -10 |
| 17.º | Defensores de Belgrano  | 15  | 20 | 4  | 7 | 9  | 17 | 18 | -1  |
| 18.º | Ferro Carril Oeste      | 15  | 20 | 6  | 3 | 11 | 12 | 26 | -14 |
| 19.º | Estudiantil Porteño     | 13  | 20 | 3  | 7 | 10 | 17 | 36 | -19 |
| 20.º | Estudiantes (BA)        | 11  | 20 | 2  | 7 | 11 | 12 | 31 | -19 |
| 21.º | Lanús                   | 8   | 20 | 2  | 4 | 14 | 17 | 34 | -17 |

## Descensos, ascensos y traspasos
Sin descensos, con las incorporaciones de Estudiantes de La Plata y Sportivo Palermo, que abandonaron la Asociación Argentina de Football durante el transcurso del torneo de 1923, y el ascenso de Liberal Argentino, el número de equipos para el campeonato de 1924, aumentó a 24.

## Goleador
| Jugador              | Jugador        | Goles | Equipo      |
| -------------------- | -------------- | ----- | ----------- |
| Bandera de Argentina | Martín Barceló | 15    | Racing Club |